# Rivolta dell'Odio
I Rivolta dell'Odio, conosciuti anche con la sigla RDO, sono un gruppo musicale nato ad Ancona nel 1981. Il gruppo fu inizialmente parte della scena punk rock e hardcore punk marchigiana alla quale sono riconducibili gruppi come Cracked Hirn ed Azione non violenta di Ancona, i Paper's Gang (poi divenuti Gang) di Filottrano, i Reig di Macerata, i Cani di Pesaro ed i Dictatrista di Ascoli Piceno. In seguito le sonorità dei RDO mutarono su versanti più tendenti al gothic rock, mantenendo però testi politicamente impegnati.

## Storia del gruppo

### 1982: genesi eL'affaire Marat / Sade
Formati a inizio anni Ottanta da Raimondo "Oskar" Barrile, assieme a Marco Ossidi, Amedeo Bruni e Leonardo Buschi, i Rivolta dell'Odio esordirono in uno split single con un altro gruppo anconetano, i Cracked Hirn, dal titolo L'affaire Marat/Sade nel 1982, aggiungendosi ai tanti altri gruppi italiani dell'allora fiorente scena del punk anarco-pacifista dei centri sociali, ispirata principalmente dagli inglesi Crass. Il disco fu infatti prodotto dalla seminale etichetta bolognese Attack Punk Records di Jumpy Velena dei RAF Punk, una delle più attive in Italia su questo fronte.
In questo periodo il gruppo aderisce poi al circuito anarco-pacifista locale chiamato SubPunks che aveva la sua sede in Via Rovereto ad Ancona. Nel 1983 con la cassetta prodotta da Aspide Tapes dal titolo La danza del sangue e del sole cominciano a emergere caratteristiche stilistiche tendenti al post-punk ed alla new wave.
Nell'estate del 1983, organizzarono poi il festival "Parking gang" assieme ai Cracked Hirn ed ai Video pallidi, che fu promosso con l'aiuto di Velia Papa e del festival Inteatro. Il Parking gang vedeva sul palco gruppi della scena marchigiana, in serate che si chiudevano con proiezioni di video del periodo surrealista e dadaista. Fra i gruppi comparivano nomi come Alcatraz Solution, Czar's, Nastynoise, Exxess, B8 Problem, Iperesotico, Paper's gang, Black rebels, Reig, Drastik, Azione diretta ed Azione non violenta.

### 1984: DalIl cuore della bestiaall'Angelo sterminatore
Ma è nel 1984, con l'EP Il cuore della bestia (Totò alle prese coi dischi, 1984), che la band completa la propria evoluzione coniugando tematiche anarchiche e soprattutto anticlericali (in brani come "Altari del terrore") a sonorità di chiara matrice post-punk e gothic rock, in particolare sul modello di gruppi del selvaggio filone "positive punk" inglese come Ritual, Sex Gang Children, Blood & Roses. A differenza di altri gruppi darkwave della penisola i Rivolta dell'Odio rimarranno tuttavia più legati al circuito underground dei gruppi hardcore punk ai quali li univano i testi militanti e anarchici; infatti nel 1985 contribuiscono col brano "La danza del sangue" alla compilation 4 Per Ⓐ//ⒶⒶ per tutti, ideata dalla Totò alle prese coi dischi per sostenere A/Rivista Anarchica. È dello stesso anno poi l'album compilazione su cassetta curato da Mauro Teho Teardo e pubblicato per la sua M.T.T. Records, dal titolo Osculum infame, al quale i Rivolta dell'Odio partecipano con il brano Trilogia Del 7° Bastardo.
Unico LP pubblicato è Osanna! L'angelo sterminatore (Totò alle prese coi dischi) nel 1986, ove il gruppo indulge nelle sonorità orrorifiche di derivazione UK Decay/Furyo (le incursioni acustiche) associate a uno stile in parte debitore di quello di Paul Chain (ex-chitarrista dei Death SS) di cui Oskar si è dichiarato ammiratore; e nei testi apocalittici e anticlericali (la prima parte dell'ultimo brano "La Trilogia di Torquemada" è una versione acustica di "Altari del terrore"). L'album viene pubblicato su Totò alle prese coi dischi, sottoetichetta della stessa Attack Punk Records.
All'indomani della pubblicazione dell'album, Marco Ossidi abbandona il gruppo e verrà sostituito da Gianluca Russino, che sarà la voce del gruppo per tutto il tour nazionale del 1986-1987 fino allo scioglimento della band, avvenuto nel 1987.

### Dopo la Rivolta dell'odio
Dopo lo scioglimento dei Rivolta dell'odio, il chitarrista Oskar milita prima negli 8780 (il nome del gruppo sono numeri che richiamano vagamente alla frase "Ho tanta sete ho tanta") e poi nei Comitato Esecutivo, per poi dedicarsi a tempo pieno all'attività di scrittore e artista.
Nel 1990 vengono inseriti nella compilazione dal titolo C'è chi non dorme dalla Squarciagola Records e nel 1994 in Prima della Seconda Repubblica, campilazione che racchiude una quarantina di gruppi della scena italiana di inizio anni Ottanta, prodotta da Provincia Attiva.
Nel 2012, grazie all'interessamento di Carlo Furii degli Hiroshima Mon Amour e dell'etichetta Sometimes Records, viene ristampato tutto il materiale del gruppo su un doppio cd che porterà il nome del loro unico album: Osanna! L'angelo sterminatore.

## Formazione
- Amedeo Bruni - basso (1981-1987)
- Raimondo "Oskar" Barrile - chitarra (1981-1987)
- Gianluca Russino - voce (1986-1987)
- Angelo Micozzi - batteria (1986-1987)
- Andrea Vagnoni - tastiere (1986-1987)

### Ex componenti
- Marco Ossidi - voce (1981-1986)
- Leo Felix - batteria (1981-1985)

## Discografia

### Album
- 1983 - La danza del sangue e del sole
- 1986 - Osanna! L'angelo sterminatore

### Singoli ed EP
- 1982 - L'affaire Marat/Sade
- 1984 - Il cuore della bestia

### Greatest Hits
- 2012 - Osanna! L'angelo sterminatore (Doppio CD raccolta contenente l'album omonimo, la cassetta La danza del sangue e del sole e tutti i singoli)

### Compilation
- 1984 - Tra Il Sogno E La Realtà, con i brani Altari Del Terrore e Casa Rossa 2
- 1984 - Il Destino Dell'Uomo / The Doom Of Man, con il brano Forze D'Oppressione
- 1984 - 4 Per Ⓐ//ⒶⒶ per tutti
- 1985 - Osculum Infame, con il brano Trilogia Del 7° Bastardo
- 1990 - C'è Chi Non Dorme, con i brani Cuore (live) e Golgota
- 1994 - Prima Della Seconda Repubblica, con il brano Oscurati